# Ozothamnus diosmifolius
Ozothamnus diosmifolius là một loài thực vật có hoa trong họ Cúc. Loài này được (Vent.) DC. mô tả khoa học đầu tiên năm 1838.